# 6441 Milenajesenská
6441 Milenajesenská là một tiểu hành tinh vành đai chính với chu kỳ quỹ đạo là 1359.5073236 ngày (3.72 năm).
Nó được phát hiện ngày 9 tháng 9 năm 1988.